# HMS Lightning (G55)
«Лайтнінг» (G55) (англ. HMS Lightning (G55) — військовий корабель, ескадрений міноносець типу «L» Королівського військово-морського флоту Великої Британії за часів Другої світової війни.

## Історія створення
«Лайтнінг» був закладений 15 листопада 1938 року на верфі компанії Hawthorn Leslie and Company у Ньюкасл-апон-Тайн. 28 травня 1941 року увійшов до складу Королівських ВМС Великої Британії.

## Відео
- HMS Lightning (G55)